# Ana Margarita de Hesse-Homburg
Ana Margarita de Hesse-Homburg (Homburg, 31 de agosto de 1629-Oberkotzau, 3 de agosto de 1686) fue una landgravina de Hesse-Homburg por nacimiento y por matrimonio duquesa de Schleswig-Holstein-Sonderburg-Wiesenburg.

## Biografía
Ana Margarita era la única hija del landgrave Federico I de Hesse-Homburg (1585-1638) de su matrimonio con Margarita Isabel (1604-1667), la hija del conde Cristóbal de Leiningen-Westerburg.
Contrajo matrimonio el 5 de mayo de 1650 en Homburg con el duque Felipe Luis de Schleswig-Holstein-Sonderburg-Wiesenburg (1620-1689), quien adquirió el Castillo de Wiesenburg y el Señorío asociado en 1663.
A partir de 1659, empleó a su ahijada, Johanna Eleonora von Merlau. Johanna Eleonora más tarde se casaría con Johann Wilhelm Petersen y formularía una forma radical del pietismo. En la corte, Johanna Eleonora conoció a Philipp Jacob Spener y a Johann Jakob Schütz y desarrolló una profunda amistad con la hija de Ana Margarita, Sofía Isabel.

## Descendencia
De su matrimonio Ana Margarita tuvo los siguientes hijos:
- Federico (1651-1724), sucedió a su padre como duque de Schleswig-Holstein-Sonderburg-Wiesenburg. Desposó en 1672 a la duquesa Carlota de Legnica (1652-1707); divorciados en 1680.
- Jorge Guillermo (1652-1652).
- Sofía Isabel (1653-1684), desposó en 1676 al duque Mauricio de Sajonia-Zeitz (1619-1681).
- Carlos Luis (1654-1690).
- Leonor Margarita (1655-1702), desposó en 1674 al príncipe Maximiliano II von und zu Liechtenstein (1641-1709).
- Cristina Amalia (1656-1666).
- Ana Guillermina (1657-1657).
- Juan Jorge (1658-1658).
- Leopoldo Jorge (1660-1660).
- Guillermo Cristián (1661-1711).
- Federica Luisa (1662-1663).
- Sofía Magdalena (1664-1720).
- Ana Federica Filipina (1665-1748), desposó en 1702 al duque Federico Enrique de Sajonia-Zeitz-Pegau-Neustadt (1668-1713).
- Hijo de nombre desconocido (1666-1666).
- Juana Magdalena Luisa (1668-1732).